# Randy Jones
Randy Jones (Raleigh (Carolina do Norte), 13 de setembro de 1952) é um cantor de música disco estadunidense. Ele foi o cowboy do grupo Village People de 1977 a 1980.
Desde 2006, residindo em Nova York, lançou em 2007 o álbum Ticket to the World, seu primeiro trabalho solo. Como ator, ele apareceu com outros membros do grupo no filme Can't Stop the Music, lançado em 1980.